# Комсомольський (Мамонтовський район)
Комсомо́льський (рос. Комсомольский) — селище у складі Мамонтовського району Алтайського краю, Росія. Адміністративний центр та єдиний населений пункт Комсомольської сільської ради.

## Населення
Населення — 1145 осіб (2010; 1333 у 2002).
Національний склад (станом на 2002 рік):
- росіяни — 98 %